# تائوتومیسین
تائوتومیسین (به انگلیسی: Tautomycin) با فرمول شیمیایی C41H66O13 یک ترکیب شیمیایی با شناسه پاب‌کم 440646 است. که جرم مولی آن ۷۶۶٫۹۵ گرم بر مول می‌باشد. 